# Обратное движение
«Обратное движение» — дебютный фильм Андрея Стемпковского. Лауреат премии «Кинотавр» за лучший сценарий.

## Сюжет
Немолодая женщина, живущая в одном из маленьких российских городков, получает сообщение, что её единственный сын, служащий в горячей точке, пропал без вести. Приезжающий вслед за этим сослуживец сына приносит матери весть о вероятной гибели сына. Через некоторое время мать замечает бездомного мальчишку-гастарбайтера, с покалеченной рукой, и берёт его в дом. Неожиданно возвращается казавшийся погибшим сын…

## В ролях
- Ольга Демидова — Алевтина
- Владислав Абашин — Анатолий
- Никита Емшанов — Юрий
- Георгий Гацоев
- Александр Плаксин — Виктор
- Дарья Грачёва — Елена
- Дана Агишева
- Анна Бухарская — Восточная женщина

## Съёмочная группа
- Режиссёр — Андрей Стемпковский
- Сценарий — Ануш Варданян, Андрей Стемпковский, Гиви Шавгулидзе
- Оператор — Заур Болотаев
- Художник постановщик — Сергей Австриевских
- Композитор — Илья Балабан
- Монтаж
- Продюсеры — Андрей Бондаренко, Михаил Калатозишвили, Андрей Стемпковский, Владислав Розин

## Награды, номинацыи, фестивали
- 21-й Российский Кинофестиваль «Кинотавр»: Приз им. Г. Горина «За лучший сценарий» Специальное упоминание Гильдии Киноведов и Кинокритиков.
- 34-й Монреальский Международный кинофестиваль — Серебряный Зенит за лучший дебют
- 23-й Международный кинофестиваль в Анжере (Франция)- Гран-при
- Кинофестиваль в Эшториле (Португалия) 2010 Лучший сценарий Лучшая операторская работа
- Национальная премия кинокритики и кинопрессы «Белый слон» за 2010 год Лучшая главная женская роль
- V Международный Фестиваль им. А. Тарковского «Зеркало» Приз «За режиссуру и гражданскую позицию»

## Критика

### Андрей Плахов
Не надо доказывать, что это один из лучших, может быть, лучший дебютный фильм года в России. Его достоинства признаны профессионалами, к тому же за ним не стоит групповой лоббизм продюсеров и режиссёров «новой волны». В титрах «Обратного движения» среди продюсеров числится покойный Михаил Калатозишвили, который тоже не вписался ни в какую поколенческую волну и прошел по жизни своим окольным путем, снискав запоздалый успех феноменальным «Диким полем». Фильм Андрея Стемпковского — такой же дичок на обочине, проросший вне планомерного кинематографического хозяйства, которое строится нынче в основном на импортных продуктах и технологиях…
… Такой фильм без труда можно представить в Англии или во Франции, в Дании или в Канаде, не говоря уже о США — и тогда бы он к нам вернулся гораздо большим тиражом, особенно если бы безутешную мать сыграла Джулия Робертс, глядишь, ещё и заработала бы оскаровскую номинацию, и никто бы не пикал по поводу социальной ответственности. А если бы даже иронизировал, это было бы бесполезно, поскольку западное кино отлично умеет сочетать развлекательность с нравоучительностью, а легкие жанры с важными темами. Наш социальный кинематограф малость тяжеловесен, но нас и ценят не за легкость, и ничего удивительного, что «Обратное движение» успешно прошло в Монреале и ещё на множестве фестивалей: это то кино, из которого хоть что-то можно узнать о современной России…

### Виктор Митизен
Набоков любил подчеркивать, что литература — феномен языка. Так это или нет, бесспорно одно — есть произведения, которые впечатляют не сюжетом и не психологическими нюансами, а языком, которым они изложены. То же и в кинематографе. Обратное движение Андрея Стемпковского — фильм, где на первый план выходит собственный язык кино, где мало слов и много завораживающих пауз, в которых слышно, как течет время. Неудивительно, что он был удостоен специального упоминания Гильдии киноведов и кинокритиков на прошлогоднем «Кинотавре» и успешно прокатился по международным кинофестивалям, традиционно чутким к новациям в языке.
Картина открывается короткой сценой с двумя бойцами: одного накрывает взрывом, а второго, сраженного снайперским выстрелом, увозят с поля боя — непонятно, живого или мертвого. В следующем кадре мы видим служебный кабинет и офицера, который после продолжительного и тягостного молчания объясняет посетительнице, что не стоит ходить к нему каждую неделю: если сын найдется, её вызовут. Таков способ повествования, опускающий обычные повествовательные переходы: монтажный скачок вбрасывает нас в неясную и вопрошающую ситуацию, и лишь потом дается возможность осознать, что происходило раньше. Тем самым прочерчивается линия восприятия: зритель постоянно находится в том же тревожном ожидании, что и героиня фильма (Ольга Демидова получила за эту роль премию кинокритики и кинопрессы «Белый Слон» за 2010 год), поскольку разрешение одной ситуации влечет за собой другую. Иными словами, саспенс во многом создается языком умолчаний.
При этом действие опирается на крепкий сюжет, связанный с беспризорным мальчиком, которого пригревает героиня, и с последующим внезапным появлением без вести пропавшего сына. Возникает неоднократно встречавшаяся в кино, однако от этого не менее напряженная ситуация возвращения солдата в дом, где его место физически или метафизически занято другим. На неё накладывается другая: за мальчиком, как за опасным свидетелем темного дела, охотятся местные братки, возглавляемые другим бывшим солдатом, тоже побывавшим в горячей точке. Развязка неминуема, но непредсказуема: характер сына предусмотрительно не проявлен, и как он поведет себя в момент решающего выбора, остается только гадать.
Конечно, тревожное настроение фильма порождается не только языком рассказа — не менее важное значение имеет сама предкамерная реальность, в которую помещена эта полукриминальная-полуэкзистенциальная история. Ветхий провинциальный городок с немногочисленным населением, расположенный, судя по лицам, где-то вблизи Кавказа. Плюс межеумочное время — ни мира, ни войны, а нечто вроде перемирия, (запечатленного, кстати, и в одноменной ленте Светланы Проскуриной, получившей главный приз «Кинотавра», но почти не замеченного ни «Белым Слоном», ни «Золотым Орлом», ни «Никой»). Напряженного перемирия, чреватого насильственной разрядкой, которую ждешь с самого начала, и которая происходит в финале, отчасти, но не до конца проясняя название картины.